# St John's Chapel

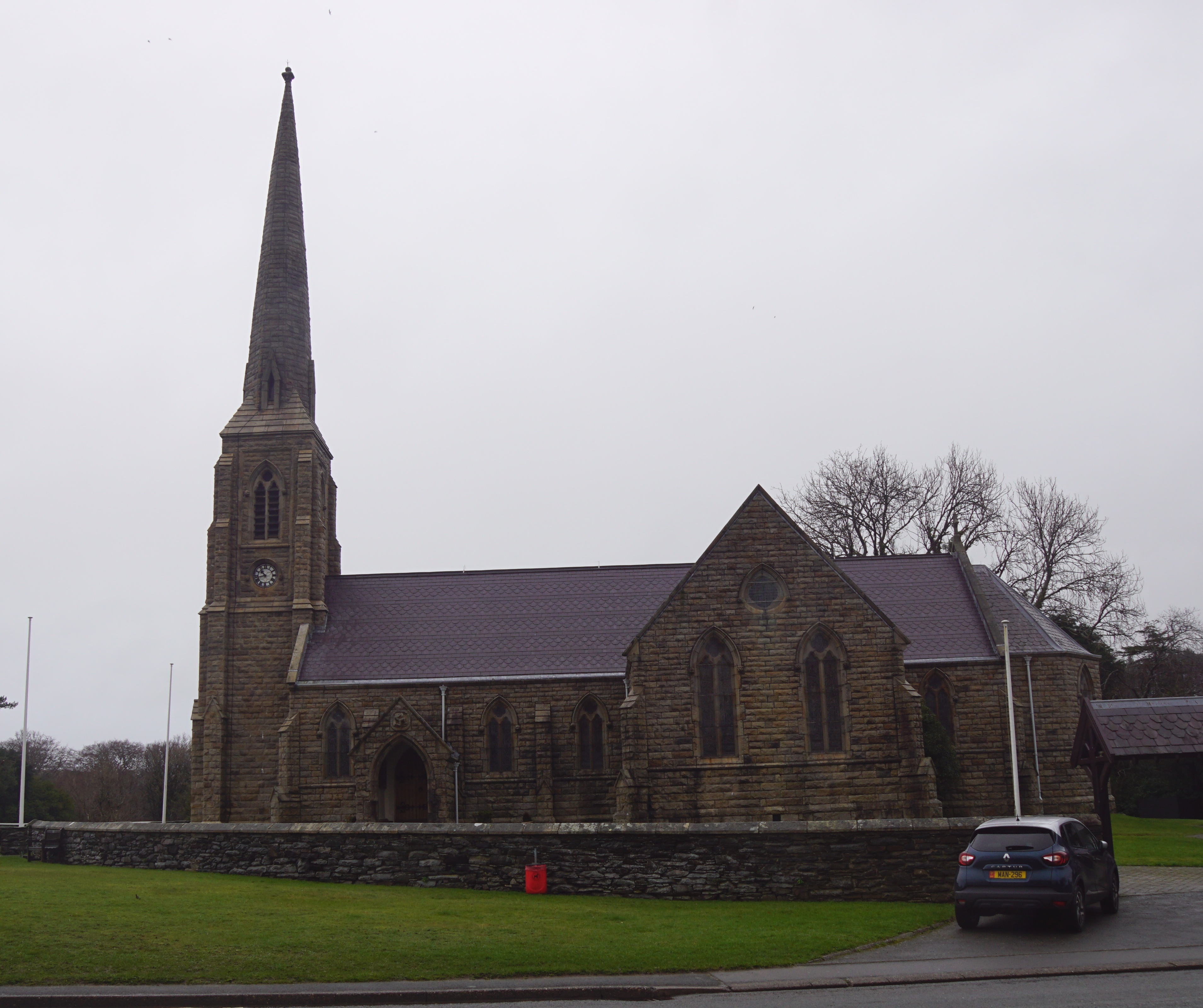
St John's Chapel.

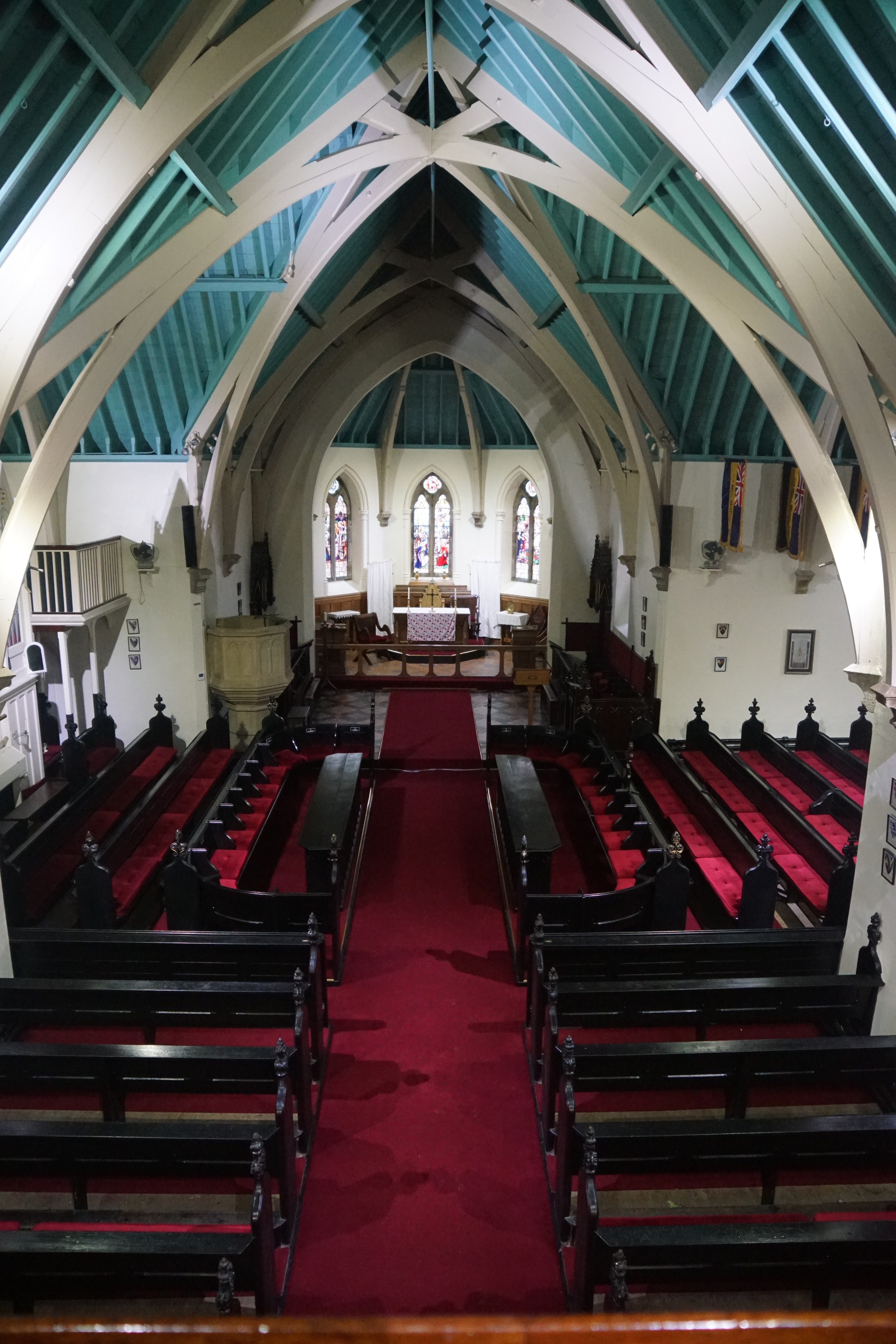
Interieur.

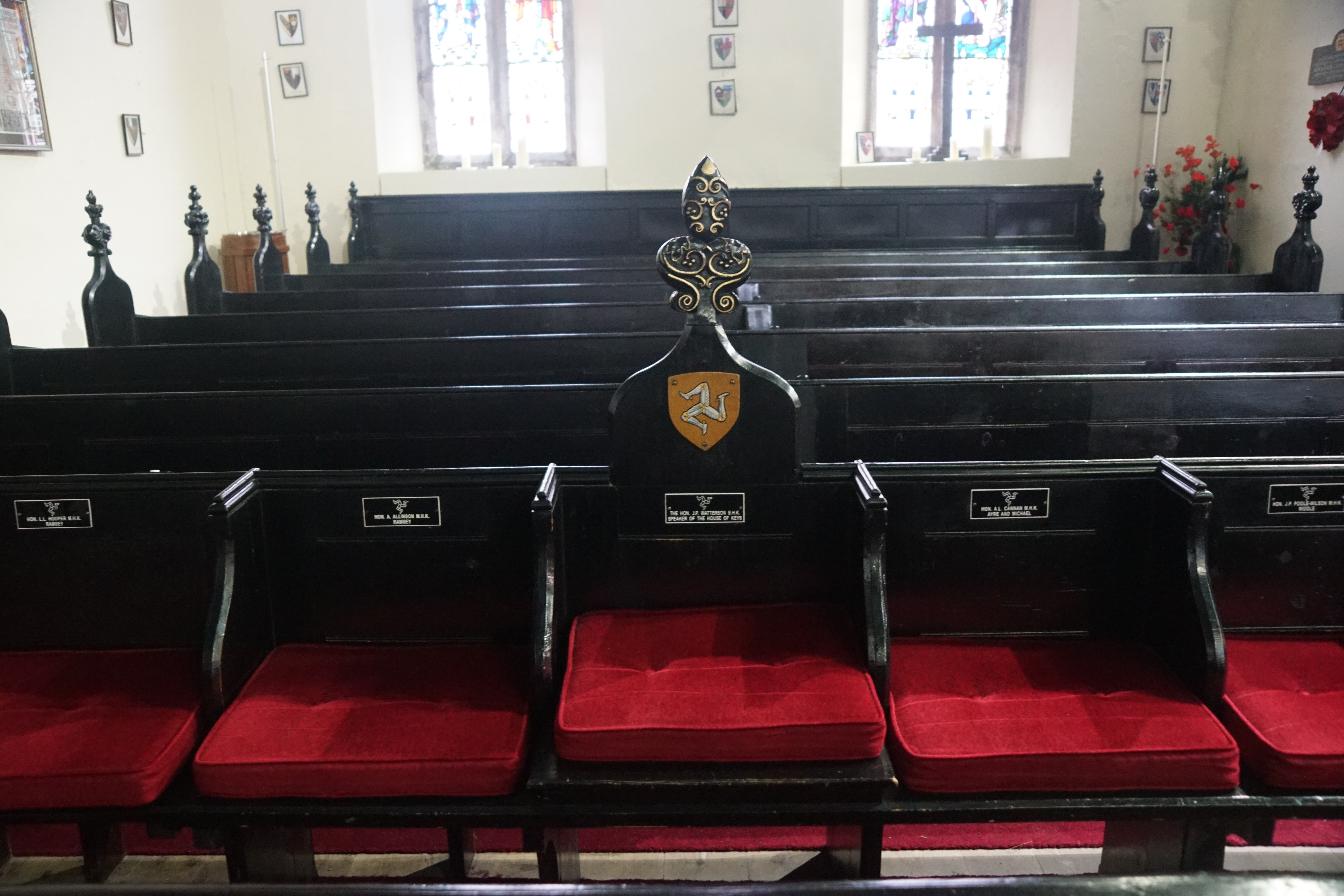
Zitplaatsen voor de Keys en voor de Speaker.

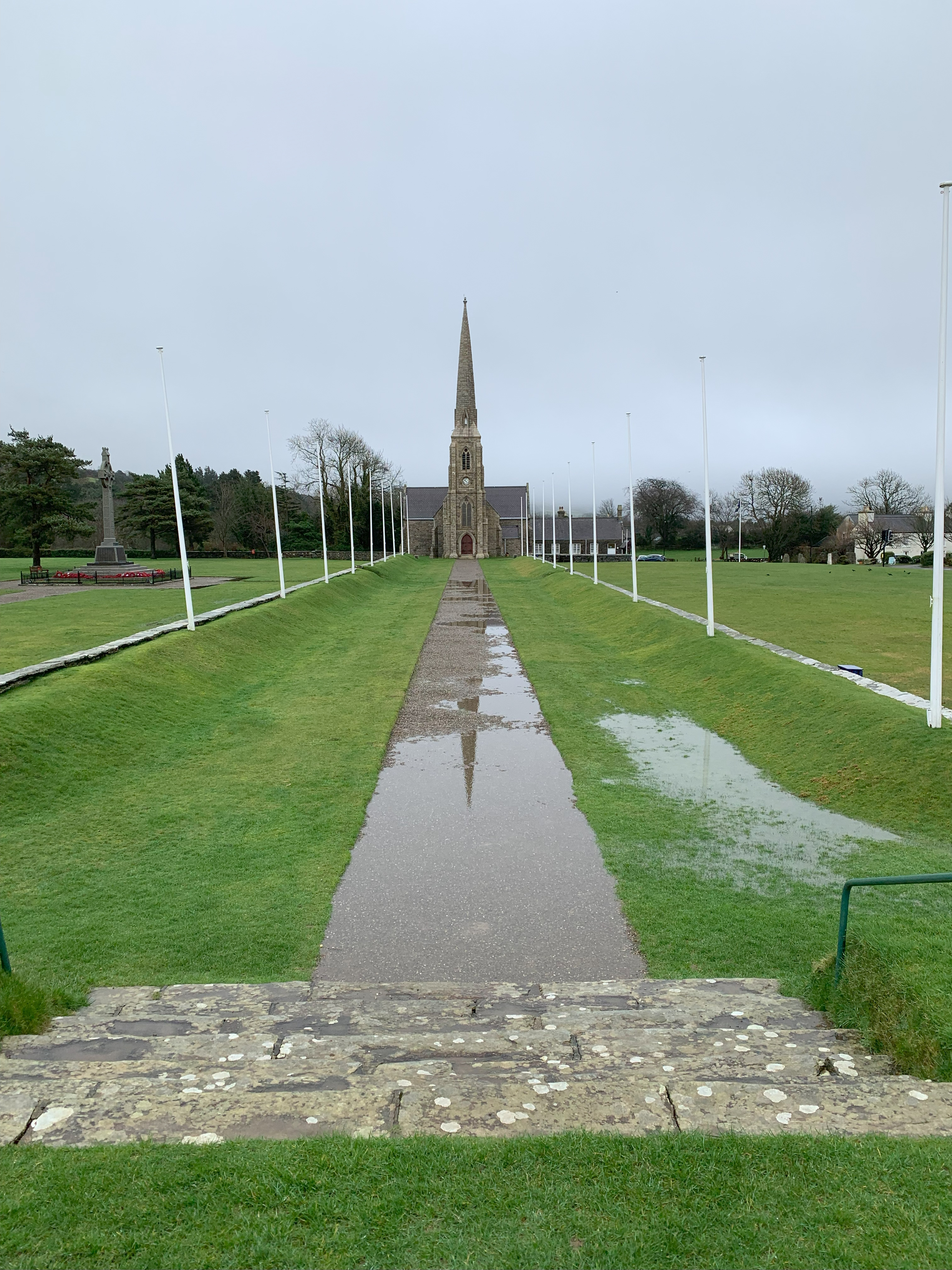
Vanaf Tynwald Hill.

St John's Chapel, ook Royal Chapel of St John the Baptist (Koninklijke Kapel van Johannes de Doper), is een negentiende-eeuwse kerk, gelegen in St John's in de parish German op het eiland Man. De kerk dient als nationale kerk in de ceremoniën rondom de Tynwald.

## Geschiedenis
De eerste referentie in de archieven naar een kerkgebouw op deze locatie is in 1577. Er is echter archeologisch bewijs dat op deze locatie eerder al een begraafplaats was, vermoedelijk met een keeill (kapel).
Dat kerkgebouw dat er in 1577 was, werd in opdracht van bisschop Wilson herbouwd in de periode 1699-1704 naar een kerkgebouw met een plattegrond naar een Grieks kruis dat tevens de functie van gerechtsgebouw had. De huidige St John's Chapel werd in 1847 gebouwd door Benjamin Hollins uit Sheffield naar een ontwerp van Richard Lane uit Manchester, die een van de eerste architectuurontwerpwedstrijden op het eiland had gewonnen. De kerk werd in 1849 ingewijd. 
Het interieur is weinig veranderd sinds de bouw. Alleen werd de westelijke galerij vergroot oin 1852 om er een orgel te kunnen plaatsen. In 1907 werd de galerij verwijderd en werd het orgel in het noordelijk transept geplaatst, waarna in de late twintigste eeuw de westelijke galerij weer werd herbouwd, doch zonder het orgel erheen te verplaatsen.

## Beschrijving
St John's Chapel ligt aan de noordkant van de A1 die door het dorp St John's loopt. De kerk ligt aan de oostzijde van Tynwald Hill. St John's Chapel heeft een kruisvormige plattegrond met een semi-octogonale apsis, rechthoekig koor en brede transepten, en is west-oostelijk georiënteerd. De kerk is gebouwd rekening houdend met de rituelen van de Tynwald: de bijeenkomst en de rituele processie vanaf Tynwald Hill naar St John's Chapel. In het transept is ruimte voor de Keys als zij alleen bij elkaar komen en er zijn speciale zetels op de kruising van transepten en schip als de hele Tynwald bijeenkomt. 
De westelijke toren met spits van 30,5 meter hoog staat in het midden van de westelijke zijde van het kerkgebouw en is gericht op Tynwald Hill voor de ceremoniële processie. Het schip, dat 6,7 meter breed is, is ook extra lang gemaakt in verband met deze processie. De apsis aan het oostelijk einde van het koor is 16,1 meter breed.
Het interieur is sinds de bouw weinig aangepast. De dakgebinte is zichtbaar.  Het altaar werd gemaakt door Kelly Bros. Bij de kruising van de transepten staat een stenen preekstoel aan de noordoostzijde, waar zich ook een grote sacristie bevindt die oorspronkelijk bedoeld was als bibliotheek.
In de late jaren dertig van de twintigste eeuw werden alle ramen van glasinlood voorzien, waarbij ook het oorspronkelijke glasinlood dat reeds aanwezig was in het zuidelijke en oostelijke raam van het koor werd vervangen. Acht glasinloodramen zijn van A.L. Moore & Son (in de apsis, transepten en doopkapel) en de andere door Shrigley & Hunt naar een ontwerp van C.F. Turner.

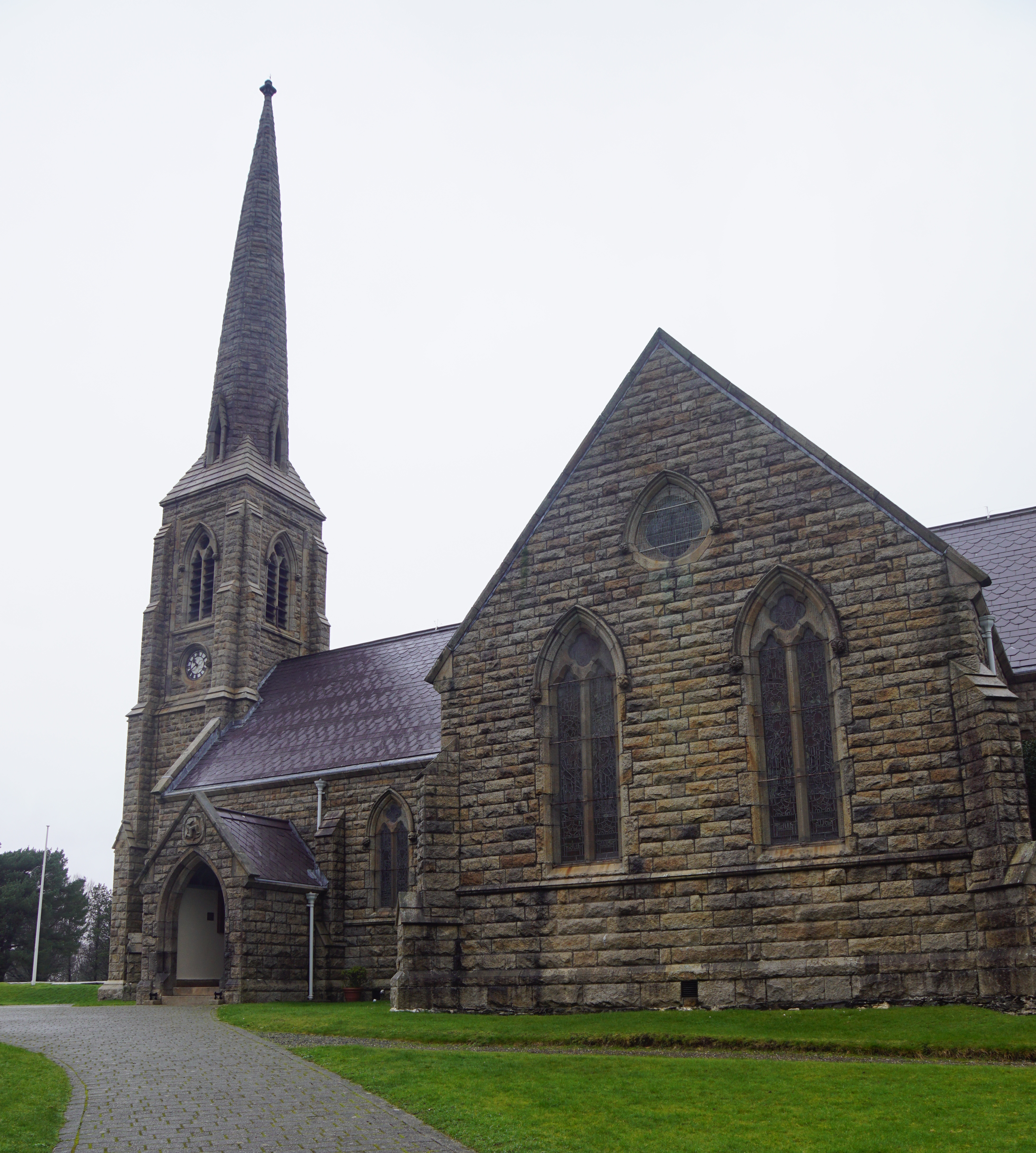
Toegangsportaal aan de zuidzijde.
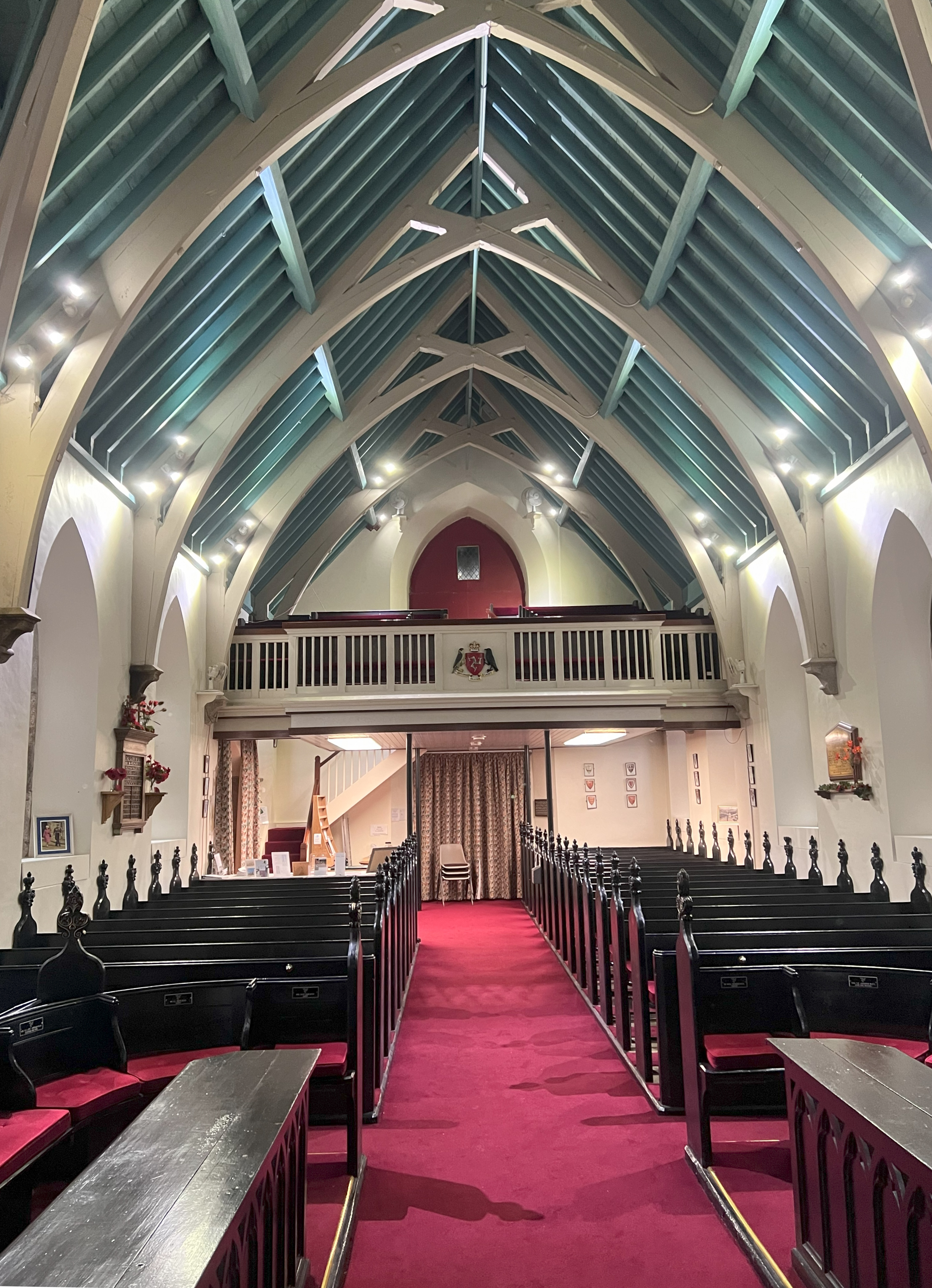
Interieur kijkende naar het westen.
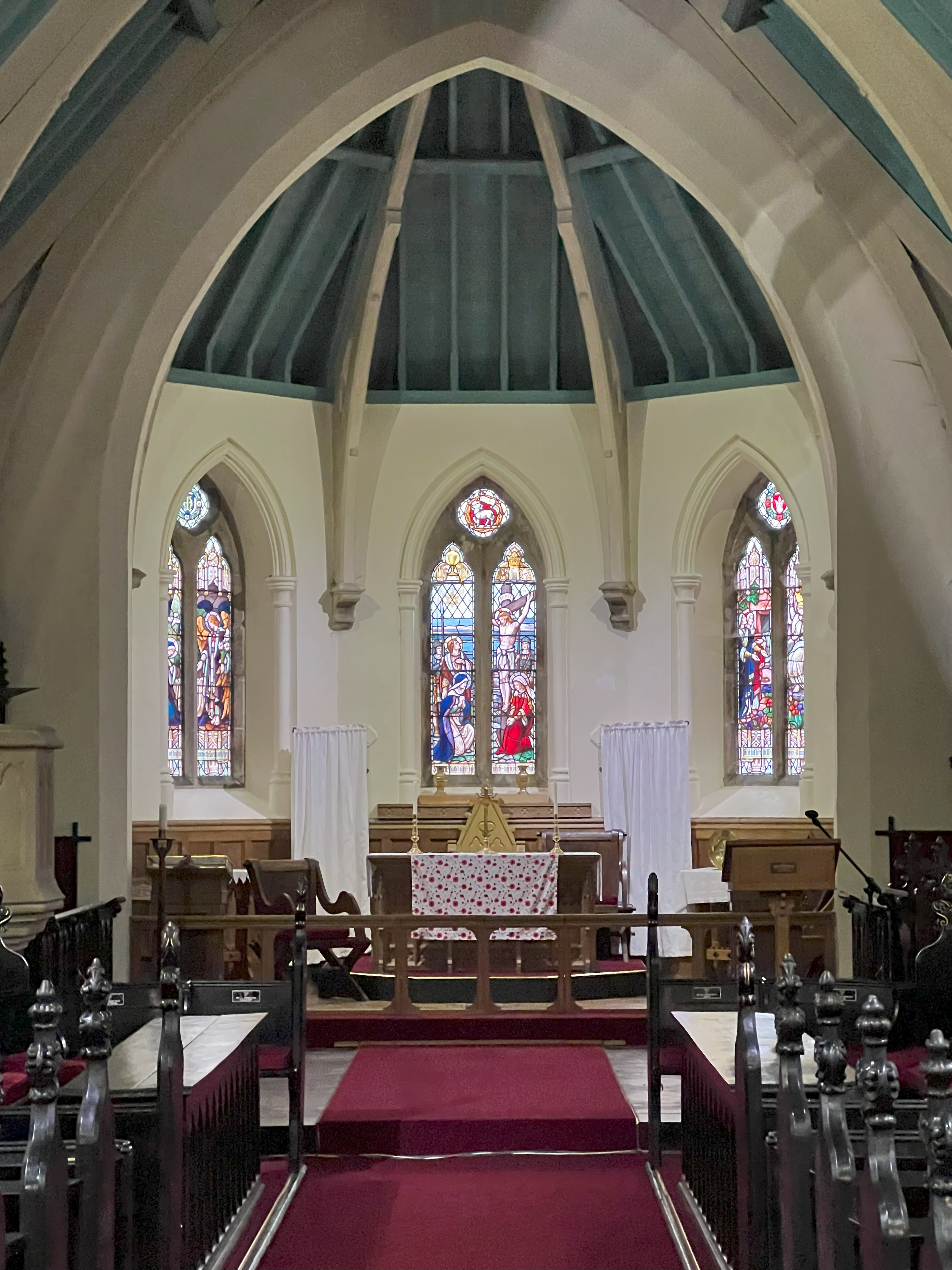
Altaar.
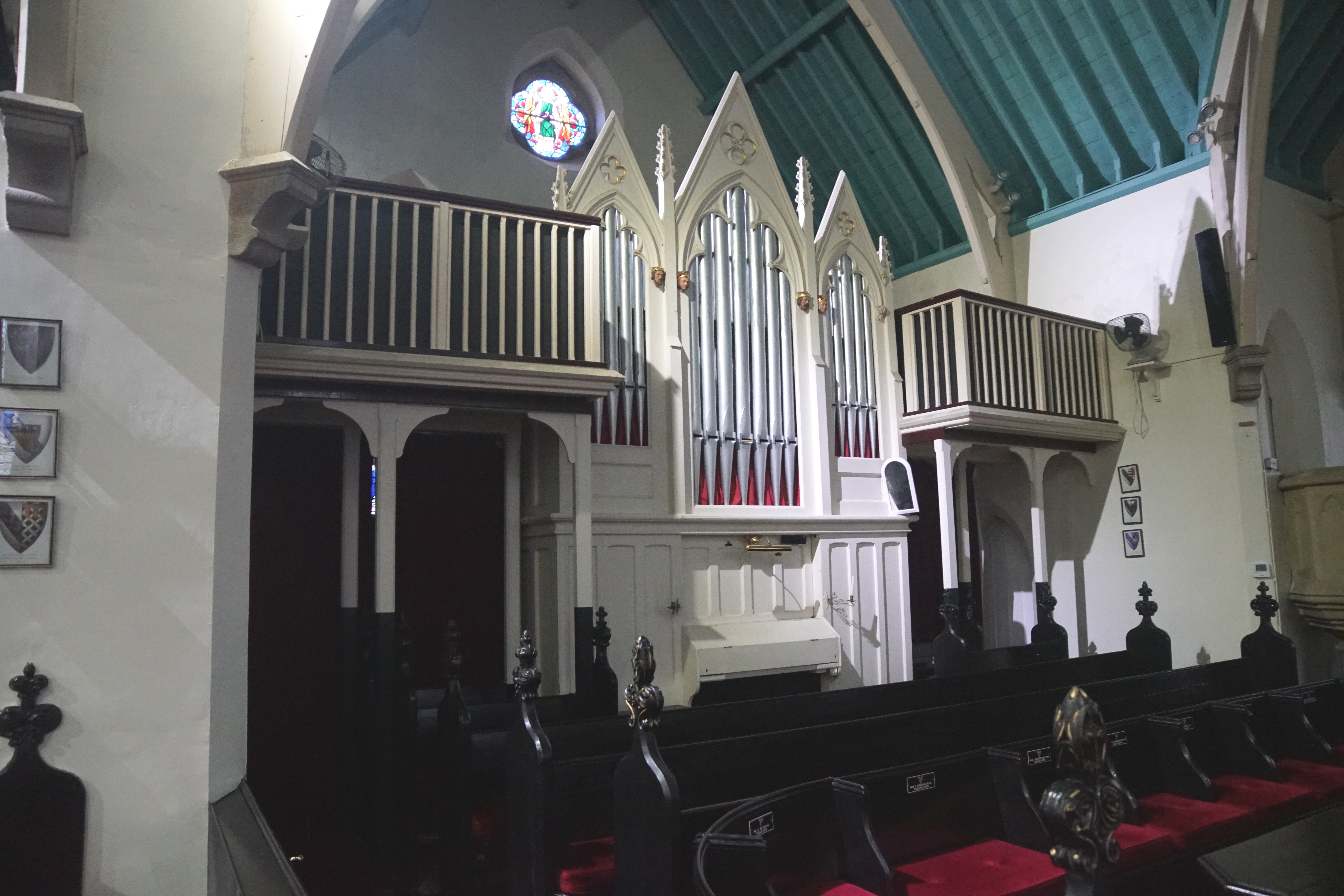
Orgel in het noordelijk transept.
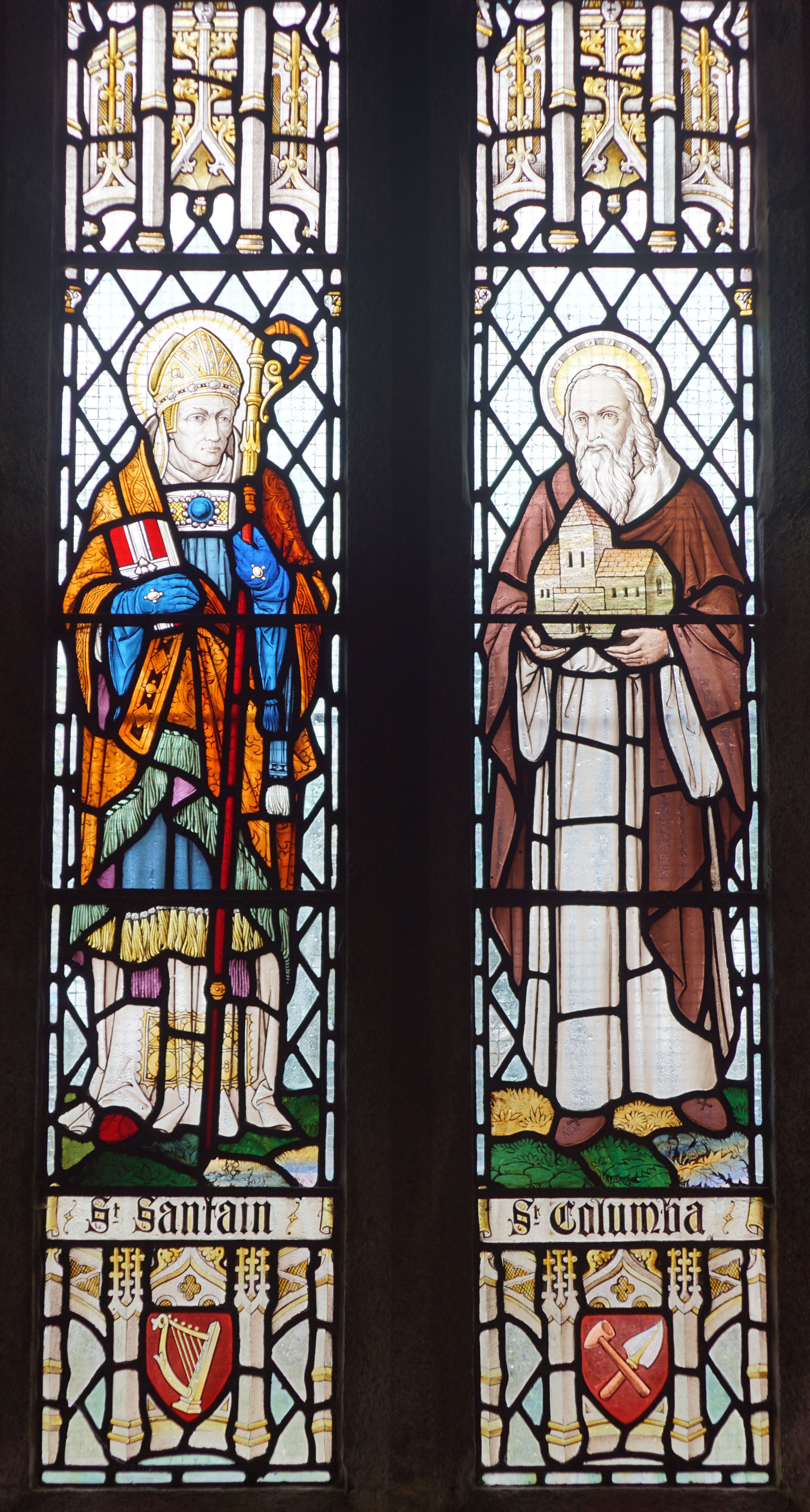
Glasinloodraam met Sint Santain en Sint Columba.

### Kruis
In het portaal van de kerk bevindt zich een  Viking-grafkruis. Het kruis dateert uit de tiende eeuw. Volgens de nummering van de Manx National Heritage gaat het om het nummer 107, ook bekend onder de naam Asruth/Osruth's Cross. Het kruis werd ontdekt toen in de jaren veertig van de negentiende eeuw de vorige kerk werd afgebroken. Het kruis heeft een ringpatroon dat vermoedelijk gemaakt is door de beeldhouwer Gautr, net als het kruis Andreas 99. Het kruis heeft een rune die te lezen is als: maar Osruth schreef deze runen'.

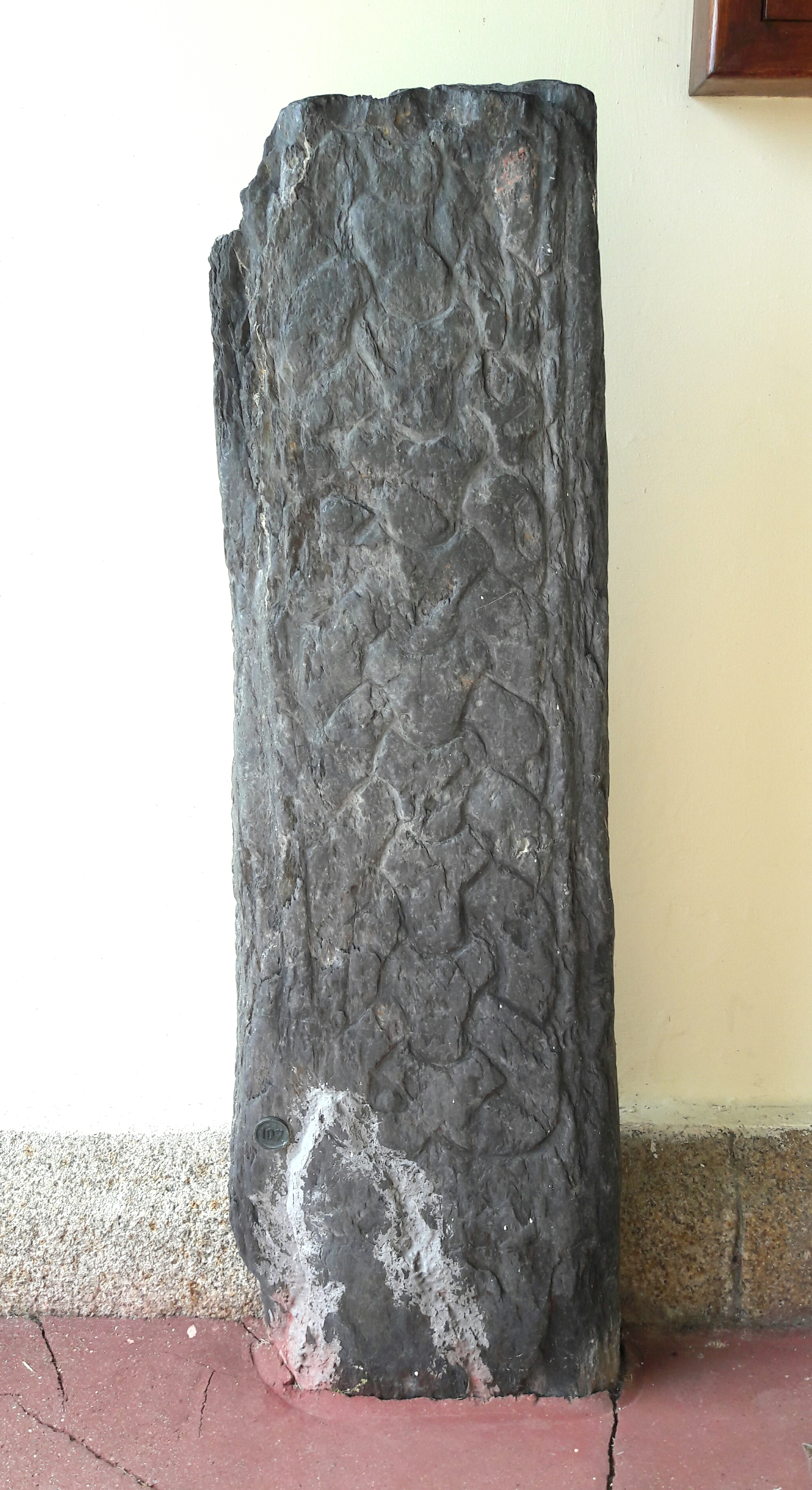
Osruth's Cross